# Сортування Шелла

Сортування Шелла колір алгоритм бари

Сортува́ння Ше́лла — це алгоритм сортування, що є узагальненням сортування включенням.
Алгоритм базується на двох тезах:
- Сортування включенням ефективне для майже впорядкованих масивів.
- Сортування включенням неефективне, тому що переміщує елемент тільки на одну позицію за раз.

Тому сортування Шелла виконує декілька впорядкувань включенням, кожен раз порівнюючи і переставляючи елементи, що розташовані на різній відстані один від одного.
Сортування Шелла не є стабільним.

## Історія
Сортування Шелла названо на честь автора — Дональда Шелла, який опублікував цей алгоритм у 1959 році. В деяких пізніших друкованих виданнях алгоритм називають сортуванням Шелла-Мацнера, за ім'ям Нортона Мацнера. Але сам Мацнер стверджував: «Мені не довелось нічого робити з цим алгоритмом, і моє ім'я не має пов'язуватись з ним».

## Ідея алгоритму
На початку обираються m-елементів: {\displaystyle d_{1},d_{2},\dots ,d_{m}}, причому, {\displaystyle d_{1}>d_{2}>\dots >d_{m}=1}.
Потім виконується m впорядкувань методом включення, спочатку для елементів, що стоять через {\displaystyle \;d_{1}}, потім для елементів через {\displaystyle \;d_{2}} і т. д. до {\displaystyle \;d_{m}=1}.
Ефективність досягається тим, що кожне наступне впорядкування вимагає меншої кількості перестановок, оскільки деякі елементи вже стали на свої місця.

## Псевдокод
Сам алгоритм не залежить від вибору m і d, тому будемо вважати, що вони задані.
```

  

    

      

        
S

        
h

        
e

        
l

        
l

        
_

        
S

        
o

        
r

        
t

        
(

        
A

        
,

        
N

        
)

        

      

    

    
{\displaystyle Shell\_Sort(A,N)\;}

  

1. 
for
 

  

    

      

        
k

        
←

        
1

      

    

    
{\displaystyle k\leftarrow 1}

  

 
to
 

  

    

      

        

        
m

      

    

    
{\displaystyle \;m}

  

2. 
do for
 

  

    

      

        
i

        
←

        
d

        
[

        
k

        
]

        
+

        
1

      

    

    
{\displaystyle i\leftarrow d[k]+1}

  

 
to
 

  

    

      

        

        
N

      

    

    
{\displaystyle \;N}

  

3.    
do
 

  

    

      

        
a

        
←

        
A

        
[

        
i

        
]

      

    

    
{\displaystyle a\leftarrow A[i]}

  

4.       

  

    

      

        
j

        
←

        
i

      

    

    
{\displaystyle j\leftarrow i}

  

5.       
while
 

  

    

      

        

        
j

        
−

        
d

        
[

        
k

        
]

        
≥

        
1

      

    

    
{\displaystyle \;j-d[k]\geq 1}

  

 
and
 

  

    

      

        

        
A

        
[

        
j

        
−

        
d

        
[

        
k

        
]

        
]

        
>

        
a

      

    

    
{\displaystyle \;A[j-d[k]]>a}

  

6.       
do
 

  

    

      

        
A

        
[

        
j

        
]

        
←

        
A

        
[

        
j

        
−

        
d

        
[

        
k

        
]

        
]

      

    

    
{\displaystyle A[j]\leftarrow A[j-d[k]]}

  

7.          

  

    

      

        
j

        
←

        
j

        
−

        
d

        
[

        
k

        
]

      

    

    
{\displaystyle j\leftarrow j-d[k]}

  

8.       

  

    

      

        
A

        
[

        
j

        
]

        
←

        
a

      

    

    
{\displaystyle A[j]\leftarrow a}

  

```

## Коректність алгоритму
Оскільки {\displaystyle \;d_{m}=1} то на останньому кроці виконується звичайне впорядкування включенням всього масиву, а отже кінцевий масив буде впорядкованим.

## Час роботи
Час роботи залежить від вибору значень елементів масиву d. Існує декілька підходів вибору цих значень:
- При виборі {\displaystyle d_{1}=\left\lfloor {\frac {N}{2}}\right\rfloor ,d_{2}=\left\lfloor {\frac {d_{1}}{2}}\right\rfloor ,d_{3}=\left\lfloor {\frac {d_{2}}{2}}\right\rfloor ,\dots ,d_{m}=1} час роботи алгоритму, в найгіршому випадку, є {\displaystyle \;O(N^{2})}.
- Якщо d — впорядкований за спаданням набір чисел виду {\displaystyle {\frac {3^{j}-1}{2}},j\in \mathbb {N} ,d_{i}<N}, то час роботи є {\displaystyle \;O\left(N^{\frac {3}{2}}\right)}.
- Якщо d — впорядкований за спаданням набір чисел виду {\displaystyle 2^{i}3^{j},i,j\in \mathbb {N} ,d_{k}<N}, то час роботи є {\displaystyle \;O(N\log ^{2}N)}.
- Якщо d — впорядкований за спаданням набір чисел одного з видів:
  - {\displaystyle 4^{k}+3\cdot 2^{k-1}+1,k\in \mathbb {N} } (з додатковим членом 1 на початку)
  - або {\displaystyle {\begin{cases}9\left(2^{k}-2^{\frac {k}{2}}\right)+1&k{\text{ even}},\\8\cdot 2^{k}-6\cdot 2^{(k+1)/2}+1&k{\text{ odd}}\end{cases}}},

то час роботи алгоритму становить {\displaystyle O\left(N^{\frac {4}{3}}\right)} (Sedgewick, 1986).
- Існують інші, оптимальніші послідовності, для яких не визначена верхня асимптотична оцінка, наприклад:
  - послідовність A102549 є найефективнішою з відомих, хоча формула для її визначення невідома (Ciura, 2001[4]);
  - послідовність A108870 є найшвидшою з тих, що мають відому формулу: {\displaystyle \left\lceil {\frac {1}{5}}\left(9\cdot \left({\frac {9}{4}}\right)^{k-1}-4\right)\right\rceil }  (Tokuda, 1992[5]).

## Приклад роботи
Проілюструймо роботу алгоритму на вхідному масиві A = (5,16,1,32,44,3,16,7), d = (5,3,1).
1. Масив після впорядкування з кроком в 5: (3,16,1,32,44,5,16,7) — зроблено 1 обмін.
2. Масив після впорядкування з кроком 3: (3,7,1,16,16,5,32,44) — зроблено 3 обміни.
3. Масив після впорядкування з кроком 1: (1,3,5,7,16,16,32,44) — зроблено 5 обмінів.

Отже, весь масив впорядковано за 9 операцій обміну.

## Реалізація (Паскаль/DELPHI)
```
PROGRAM
 
MyVerShellSort
;

{$APPTYPE CONSOLE}

USES
 
SysUtils
;

TYPE
 
massive
=
array
[
1
..
100
]
 
of
 
integer
;

VAR
 
A
:
massive
;
 
n
:
integer
;

procedure
 
RndArrInput
(
var
 
a1
:
massive
;
 
n1
:
integer
)
;

  
var
 
i1
:
integer
;

  
begin

    
randomize
;

    
for
 
i1
:=
1
 
to
 
n1
 
do

      
a1
[
i1
]
:=
10
-
random
(
20
)
;

  
end
;

procedure
 
Arroutput
(
a2
:
massive
;
 
n2
:
integer
)
;

  
var
 
i2
:
integer
;

  
begin

    
for
 
i2
:=
1
 
to
 
n2
 
do

      
write
(
a2
[
i2
]
,
' '
)
;

  
end
;

procedure
 
change
 
(
var
 
k
,
l
:
integer
)
;

  
var
 
tmp
:
integer
;

  
begin

    
tmp
:=
k
;
 
k
:=
l
;
 
l
:=
tmp
;

  
end
;

procedure
  
ShellSort
(
var
  
A
:
massive
;
  
N
:
integer
)
;

  
var
  
i
,
j
,
h
:
integer
;

  
begin

    
h
:=
N
  
div
  
2
;

    
while
  
h
>
0
  
do

      
begin

        
for
  
i
:=
1
  
to
  
N
-
h
  
do

          
begin

            
j
:=
i
;

            
while
  
(
j
>=
1
)
and
(
A
[
j
]
>
A
[
j
+
h
])
  
do

              
begin

                
change
(
a
[
j
]
,
a
[
j
+
h
])
;

                
dec
(
j
)
;

              
end
;

          
end
;

        
h
:=
h
  
div
  
2
;

      
end
;

  
end
;

BEGIN

writeln
(
'enter data:'
)
;

readln
(
n
)
;

RndArrInput
(
a
,
n
)
;

ArrOutPut
(
a
,
n
)
;
 
readln
;

ShellSort
(
a
,
n
)
;

ArrOutPut
(
a
,
n
)
;

readln
;

END
.

```

## Реалізація на C++
```
void
 
sort_shell
(
int
 
*
a
,
 
int
 
N
)

{

    
for
 
(
int
 
d
 
=
 
N
/
2
;
 
d
 
>=
 
1
;
 
d
 
/=
 
2
)

        
for
 
(
int
 
i
 
=
 
d
;
 
i
 
<
 
N
;
 
i
++
)

            
for
 
(
int
 
j
 
=
 
i
;
 
j
 
>=
 
d
 
&&
 
a
[
j
-
d
]
 
>
 
a
[
j
];
 
j
 
-=
 
d
)

                
swap
(
a
[
j
],
 
a
[
j
-
d
]);

}

```